# 746
746（七百四十六、ななひゃくよんじゅうろく）は自然数、また整数において、745の次で747の前の数である。

## 性質
- 746は合成数であり、約数は1, 2, 373, 746である。
  - 約数の和は1122。
- 225番目の半素数である。1つ前は745、次は749。
- 746 = 112 + 252
  - 異なる2つの平方数の和で表せる221番目の数である。1つ前は745、次は754。(オンライン整数列大辞典の数列 A004431)
- 746 = 12 + 42 + 272 = 12 + 132 + 242 = 42 + 172 + 212 = 72 + 112 + 242 = 72 + 162 + 212 = 112 + 152 + 202
  - 3つの平方数の和6通りで表せる50番目の数である。1つ前は741、次は747。(オンライン整数列大辞典の数列 A025326)
  - 異なる3つの平方数の和6通りで表せる25番目の数である。1つ前は741、次は750。(オンライン整数列大辞典の数列 A025344)
- 746 = 13 + 23 + 23 + 93
  - 4つの正の数の立方数の和で表せる203番目の数である。1つ前は744、次は748。(オンライン整数列大辞典の数列 A003327)
- n = 746 のとき n と n + 1 を並べた数を作ると素数になる。n と n + 1 を並べた数が素数になる90番目の数である。1つ前は728、次は770。(オンライン整数列大辞典の数列 A030457)

## その他 746 に関連すること
- バーコード規格、EANの国コード746は、ドミニカ共和国。
- 名寄 - 語呂合わせで746と読める。